# Michelena
Michelena è un comune del Venezuela situato nello Stato di Táchira.
Il capoluogo del comune è la città di Michelena.